# Де-Валом
Де-Валом (нід. De Valom) — село в нідерландській провінції Фрисландія. Входить до муніципалітету Дантюмадел. Його населення станом на 2017 рік складало 235 осіб.